# Zonnebeke
Zonnebeke (vls. Zunnebeke) − miejscowość i gmina (gemeente) w północno-zachodniej Belgii, w Regionie Flamandzkim, w prowincji Flandria Zachodnia, w okręgu Ieper.

## Podział administracyjny
W skład gminy wchodzą cztery dzielnice (deelgemeente):
- Beselare
- Geluveld
- Passendale (Passchendaele)
- Zandvoorde

## Współpraca
Miejscowość partnerska:
- Landau an der Isar, Niemcy